# Jüri Jaanson
Jüri Jaanson   (Tartu, 14 d'octubre de 1965) és un remer estonià amb més èxit de tots els temps i el guanyador de cinc medalles al Campionat del Món de rem. Es va convertir en Campió del Món a Tasmània l'any 1990 en l'esdeveniment d'un sol scull. 14 anys més tard, als 38 anys va guanyar una medalla de plata olímpica en l'esdeveniment de scull individual als Jocs Olímpics d'estiu de 2004 a Atenes. A Pequín 2008 va guanyar la seva segona medalla de plata olímpica, aquesta vegada en la prova de doble scull amb Tõnu Endrekson i es va convertir en el guanyador de medalla olímpica més antic d'Estònia amb l'edat de 42 anys, 10 mesos i dos dies. És membre del club de rem SK Pärnu situat a Pärnu. El 2007, Jaanson es va convertir en el remador més vell que mai va guanyar un esdeveniment de la Copa del Món de Rem als 41 anys a Amsterdam.

## Biografia
Jaanson va néixer a Tartu i va haver de superar una infància especialment difícil, provocada per un cas greu de pneumònia als 2 anys. Els metges van administrar antibiòtics que el van salvar, però que també el van deixar gairebé completament sord. Va assistir a una escola per a sords fins que als 12 anys va obtenir un audiòfon primitiu, que li va permetre assistir a una escola normal. Tot i així, essent un solitari, va lluitar per encaixar-se. A la Universitat de Tartu, quan un entrenador el va introduir al rem, ho va fer apassionadament, de fet tan apassionadament que va deixar la universitat per centrar-se en el rem. Porta audiòfons amb regularitat i també se'ls va veure que els portava durant les seves competicions de rem.

## Carrera esportiva
Jaanson va guanyar la seva primera medalla el 1989 durant el campionat del món de Blend, on va aconseguir el bronze en scull individual, l'or va ser per a l'alemany Thomas Lange. Un any després es va proclamar campió del món en aquesta mateixa disciplina a Tasmània. En 1995 va aconseguir la medalla d'or a Tampere.
En els següents anys Jaanson no va poder obtenir els èxits anteriors, només el 2004 als 38 anys va tornar als primers llocs aconseguint l'or a la Copa del Món de Rem a Poznań i sobretot la plata en les olimpíades d'Atenes darrere del noruec Olaf Tufte. Va ser la primera medalla en les cinc olimpíades que havia disputat.
El 2005 Jaanson competeix en quatre sculls amb el qual es proclama guanyador a la Copa del Món de Rem a Eton i Lucerna. La medalla de bronze va ser aconseguida aquell mateix any en el campionat del món de rem a Gifu. El mateix metall que va conquerir en el campionat del món de 2007 a Múnic, aquesta vegada en la modalitat de doble scull, al costat del seu compatriota Tõnu Endrekson. Els dos aconseguirien el primer lloc a les copes del món d'Amsterdam i Lucerna.
Durant l'any 2008 el duo va continuar vigent i en les olimpíades de Pequín va aconseguir la medalla de plata, quedant per darrere dels australians David Crawshay i Scott Brennan. Amb 42 anys aquesta era la seva sisena participació en uns jocs olímpics.
Jaanson ha estat elegit tres vegades esportista de l'any a Estònia, en els anys 1990, 1995 i 2004. El 2007 Jaanson i Endrekson van ser l'equip de l'any a Estònia.
El 18 de novembre de 2010, Jaanson va anunciar que posaria fi a la seva carrera. El juliol de 2011 va ser guardonat amb la medalla Thomas Keller, el màxim honor en rem. El 2011 es va adherir al Partit Reformista Estonià i va exercir de diputat al Parlament d'Estònia a les XII, XIII i XIV legislatures.